# Rafael Delmasso
Rafael Germano Delmasso Martins (Maringá, 9 de junho de 1980), também conhecido como Delmasso, é um político brasileiro filiado ao Partido Republicano Brasileiro (PRB). Atualmente, é deputado distrital do Distrito Federal.